# Łętownia (Leżajsk)
Pour les articles homonymes, voir Łętownia.
Łętownia est une localité polonaise de la gmina de Nowa Sarzyna, située dans le powiat de Leżajsk en voïvodie des Basses-Carpates.